# Fútbol en los Juegos de la Micronesia
El fútbol es uno de los deportes disputados en los Juegos de Micronesia. Involucran a estados de los Estados Federados de Micronesia y a países y equipos de la región. El torneo es, junto con la ya extinta Copa Micronesia, uno de los pocos torneos futbolísticos que involucró a dicha región.
La edición 1998 se jugó en Koror, Palaos y participaron las Islas Marianas del Norte, Guam, Yap, Pohnpei y dos combinados del seleccionado local. La selección normarianense se proclamó campeón al vencer en la final 3-0 a Guam.
En 2001 se redujo el número de participantes y solo se incluyeron a Chuuk, Pohnpei y Yap, tres de los cuatro estados constituyentes del país Micronesia, ya que Kosrae fue excluido por no tener fútbol organizado. Yap se llevó el título venciendo en la doble final a Chuuk.
En 2014 volvió a disputarse una nueva edición, en la que compitieron Chuuk, Pohnpei, Yap y Palaos. Finalmente, el organizador Ponhpei conquistó el torneo tras vencer en la final 3-1 a Palaos.
Recientemente en 2018 se llevó a cabo la novena edición de este evento, en la que participaron Palaos, Pohnpei, Chuuk y Yap. El campeón de aquella edición fue Pohnpei por segunda vez consecutiva.

## Palmarés
| Año          | Sede    | Campeón                  | Final Resultado | Subcampeón | Tercer lugar | Resultado | Cuarto lugar |
| ------------ | ------- | ------------------------ | --------------- | ---------- | ------------ | --------- | ------------ |
| 1998 Detalle | Palaos  | Islas Marianas del Norte | 3:0             | Guam       | Palaos A     | 6:3       | Palaos B     |
| 2001 Detalle | Yap     | Yap                      | 0:0 1:0         | Chuuk      | Pohnpei      | No hubo   | No hubo      |
| 2014 Detalle | Pohnpei | Pohnpei                  | 3:1             | Palaos     | Chuuk        | 3:1       | Yap          |
| 2018 Detalle | Yap     | Pohnpei                  | 3:2             | Yap        | Palaos       | 2:0       | Chuuk        |

## Títulos por equipo
En cursiva, se indica el torneo en que el equipo fue local.
| Equipo                   | Campeón        | Subcampeón | Tercer puesto  | Cuarto puesto |
| ------------------------ | -------------- | ---------- | -------------- | ------------- |
| Pohnpei                  | 2 (2014, 2018) |            | 1 (2001)       |               |
| Yap                      | 1 (2001)       | 1 (2018)   |                | 1 (2014)      |
| Islas Marianas del Norte | 1 (1998)       |            |                |               |
| Palaos                   |                | 1 (2014)   | 2 (1998, 2018) |               |
| Chuuk                    |                | 1 (2001)   | 1 (2014)       | 1 (2018)      |
| Guam                     |                | 1 (1998)   |                |               |
| Palaos B                 |                |            |                | 1 (1998)      |

## Tabla general
- Actualizo a la edición 2018.

| Equipo | Equipo                   | Part. | Pts | PJ | PG | PE | PP | GF | GC | Dif |
| ------ | ------------------------ | ----- | --- | -- | -- | -- | -- | -- | -- | --- |
| 1      | Yap                      | 4     | 25  | 18 | 7  | 4  | 7  | 36 | 63 | -27 |
| 2      | Pohnpei                  | 4     | 21  | 16 | 6  | 3  | 7  | 36 | 69 | -33 |
| 3      | Palaos                   | 3     | 16  | 14 | 5  | 1  | 8  | 39 | 53 | -14 |
| 4      | Guam                     | 1     | 15  | 6  | 5  | 0  | 1  | 52 | 7  | +45 |
| 5      | Islas Marianas del Norte | 1     | 15  | 6  | 5  | 0  | 1  | 43 | 5  | +38 |
| 6      | Chuuk                    | 3     | 11  | 12 | 3  | 2  | 7  | 13 | 26 | -13 |
| 7      | Palaos B                 | 1     | 9   | 6  | 3  | 0  | 3  | 30 | 26 | +4  |